# Окольный город (Великий Новгород)

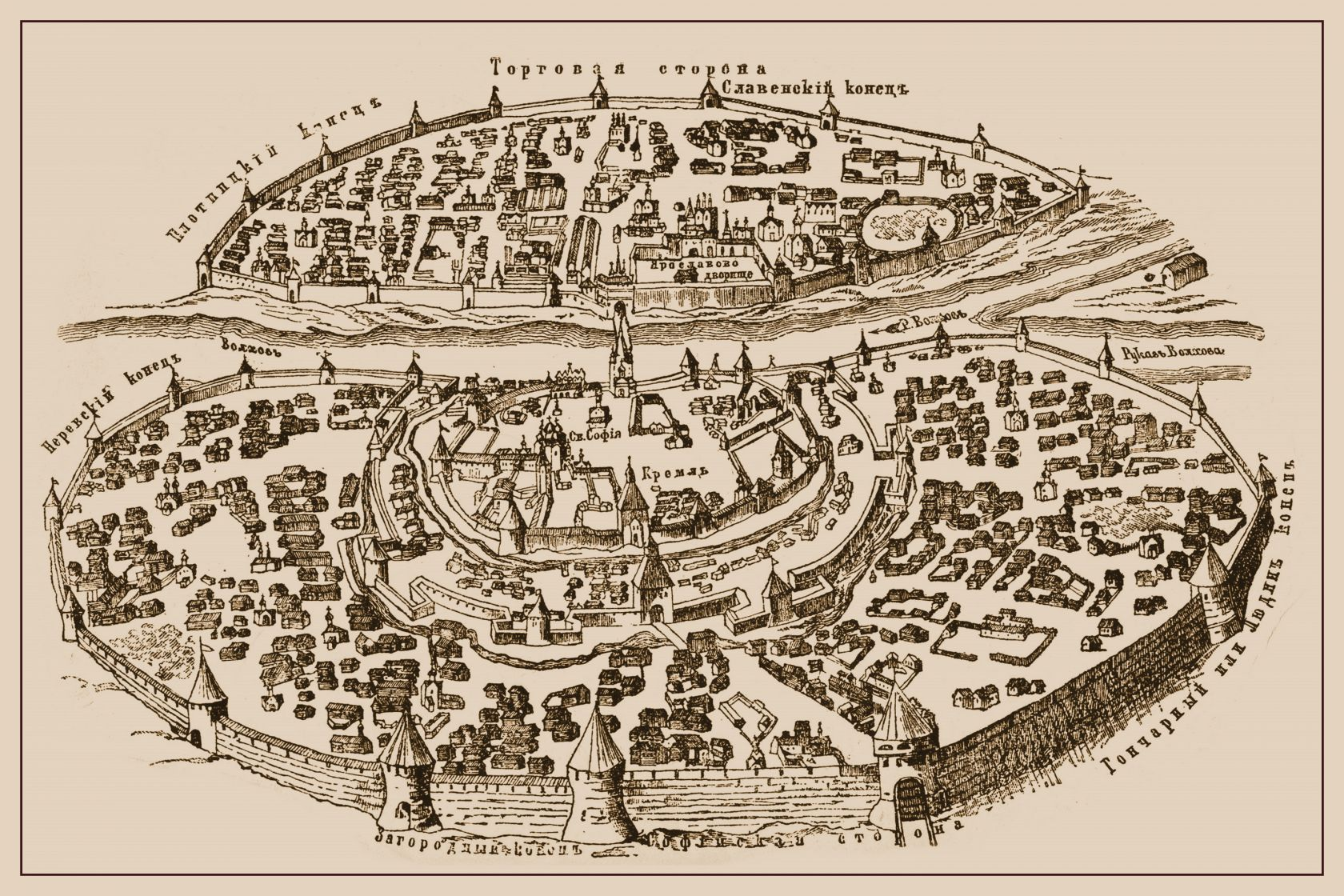
План Новгорода, реконструированный по «описи 1675 года»

Острог («Окольный город») — памятник архитектуры, остатки оборонительных сооружений. Расположен в Великом Новгороде в старой части города.
Самым большим кольцом укреплений, охватывавших весь город по обе его побережные части — Софийскую сторону и Торговую сторону, были валы и стены так называемого окольного города. Однако в отличие от других городов — таких как Псков или Москва — в Новгороде окольный город летописи всегда называют «острогом» (название произошло от острых концов бревенчатой тыновой стены).
До XIV века постоянных укреплений вокруг города, из-за менявшего всё время свои границы посада, не было. В X—XI веках границы посада расширялись главным образом вдоль берегов, а в конце XI—XII веке началась интенсивная застройка пространств, удаленных от берегов Волхова. В это время, в случаях вражеской осады, возводились временные остроги — иногда только со стороны подхода вражеского войска, иногда и вокруг всего посада. За валом Окольного города в конце X века — первой половине XI века находилось городское кладбище (улица Обороны, 2).
В 1372—1392 годах строятся постоянные укрепления посада жителями отдельных концов и улиц. Поэтому в тех местах, где население было побогаче, возвели каменные стены, а в других, где население было победнее — земляные валы. В 1391 году в начале всех улиц на окраине города возвели каменные проездные башни. В начале XV века на валу между каменными башнями появились деревянные крепостные стены. В 1478 году, когда на Новгород шло войско московского великого князя Ивана III, новгородцы соорудили даже деревянную стену поперек Волхова «на судах».
С XV века посадские укрепления летописи называют не Острогом, а городом, очевидно, потому, что стены этого города состоят из рубленых «городней» — срубов. Стены-городни охватили очень обширную территорию посада и видимо, этим объясняется и то, что только в XV веке летописцы начинают называть Новгород Великим.
В начале XVI века, когда стены обветшали, каменные проездные башни разобрали до первого яруса, и на их каменной кладке срубили деревянные башни. Участки каменных стен также были полуразобраны и засыпаны землей и глиной, а поверх образовавшегося вала поставили деревянную стену. Отрезок каменной стены конца XIV века сохранился лишь на Торговой стороне у Первомайской улицы. Эта стена шла почти по всей окраине Словенского, наиболее богатого конца.
Следующим этапом было строительство Земляного города и береговой стены на Софийской стороне от Земляного города до кирпичной Алексеевской (Белой) башни в 1582—1584 годах, а в 1584—1592 годах — строительство Окольного города на обеих сторонах Волхова, в том числе и впервые береговых линий Торговой стороны и Неревского конца на Софийской стороне.

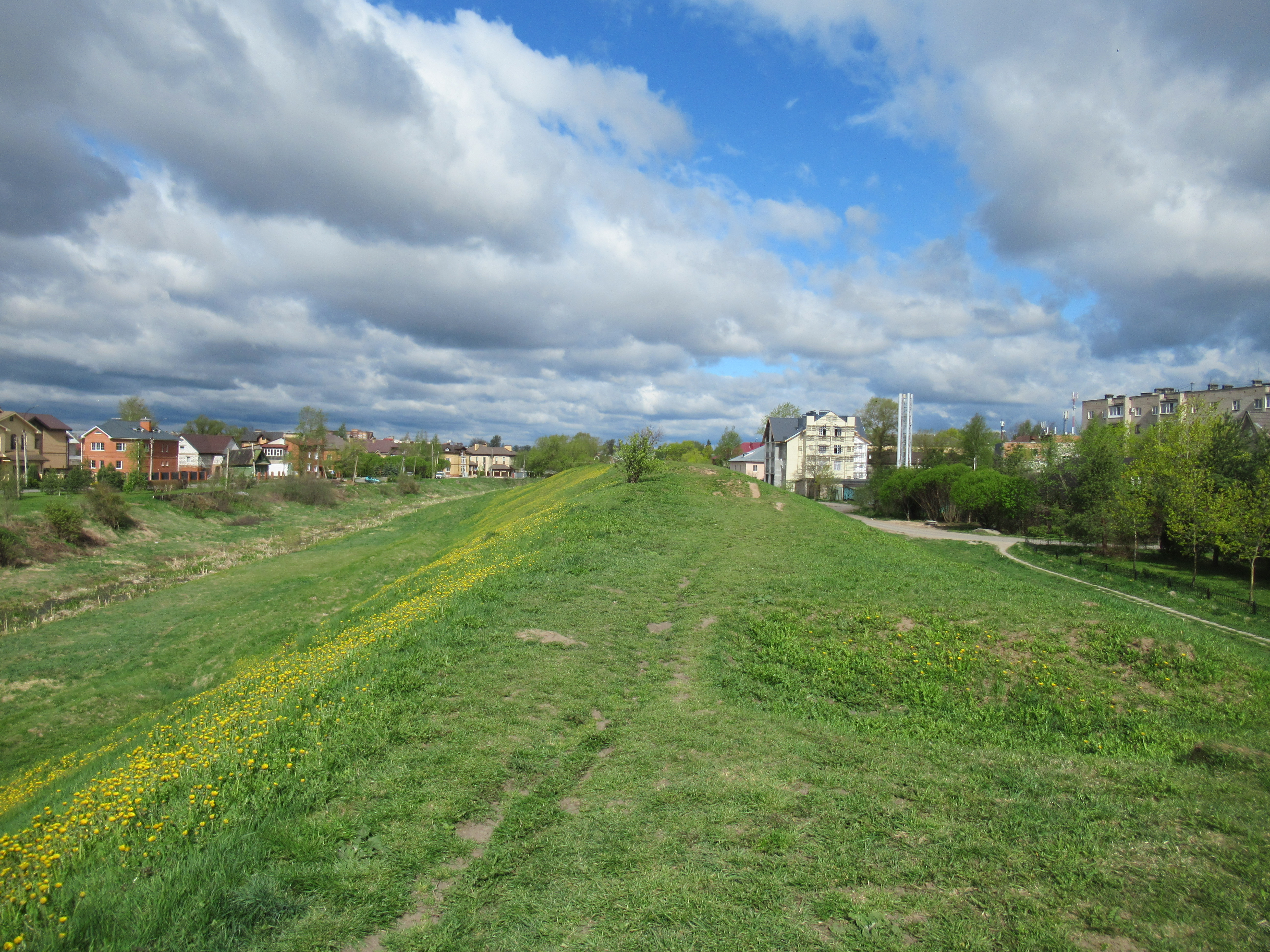
Земляной вал Окольного города вдоль современной улицы Черняховского. 2022 год

После шведской оккупации Новгорода (1611—1617 гг.) из Москвы, в конце июня 1631 года, было предписано: «Город на Софеиской и Торговой сторонах делать так, как он был, без изменения и убавок». В 1656—1657 гг. — строительство Окольного города на Софийской стороне, в 1665—1667 гг. — строительство Окольного города на Торговой стороне.
Согласно «описи Новгорода» 1675—1676 гг. и «Описным книгам Новгорода» 1678 г. на Софийской стороне в Большой город входили 20 башен, длина его стен равнялась 2105 саженей, то есть 4 км. На Торговой стороне Большой город имел 23 башни, длина стен была 2427 саженей, то есть около 5 км.
Системы 1656—1657 гг. и 1665—1667 гг. постепенно приходили в упадок, и после практически неосуществленной попытки восстановления городских укреплений в 1681—1682 гг. их ремонт был запрещён в 1692 г., а в 1701 г. все деревянные стены и башни по указу Петра I были разобраны.
В настоящее время об окольном городе напоминают сохранившиеся земляные валы, длина которых достигает 6 километров.

### Культурное наследие
30 августа 1960 года постановлением Совета Министров РСФСР № 1327 «О дальнейшем улучшении дела охраны памятников в РСФСР» оборонительные сооружения окольного города приняты под охрану, как памятник государственного значения.
В 1992 году Решением юбилейного заседания Комитета Всемирного наследия ЮНЕСКО оборонительные сооружения окольного города, как исторические памятники Новгорода, включены в Список Всемирного наследия.